# アシル基

カルボン酸のアシル基

アシル基（アシルき、英語: acyl group）は、オキソ酸からヒドロキシ基を取り除いた形の官能基である。
有機化学では、「アシル基」と言えばふつう、カルボン酸からOHを抜いた形、すなわちR-CO-というような形の基（IUPAC名はアルカノイル基）を指す。ほとんどの場合、「アシル基」でこれを意味するが、スルホン酸やリン酸といったその他のオキソ酸からでもアシル基を作ることができる。特殊な状況を除いて、アシル基は分子の一部分となっていて、炭素と酸素は二重結合を形成している。

## アシル化合物
アシル基を含む化合物として、塩化アセチル (CH3COCl) や塩化ベンゾイル (C6H5COCl)といったハロゲン化アシルが知られている。これらの化合物はアシリウムカチオンを与えるので、他の化合物をアシル化する試薬としても用いられている。
アミド (RC(O)NR2)やエステル (RC(O)OR’)、ケトン (RC(O)R) やアルデヒド (RC(O)H) もアシル基を含んでいる。

## アシリウムカチオン・アニオン
アシリウムイオンは、構文解析に失敗 (構文エラー): {\displaystyle \ce{R-C^+#O}}
 のようなカチオンであり、炭素と酸素は三重結合を作っている。このような分子種はフリーデル・クラフツ反応や林転位などの中間体として知られている。さらに、アシル基はEI法を使った質量分析で、ケトンのフラグメントイオンとして現れる。
アシリウムイオンを含む塩は、ハロゲン化アシルをピリジン溶媒で第三級アミンと反応させることでも生成する。
{\displaystyle {\ce {RC(O)Cl + Et3N -> [RC(O)NEt3^+]Cl^-}}}
アシルアニオンは知られておらず、また有機リチウム化合物におけるアシル基－リチウム結合も研究が進んでいない。

## アシル基の生化学
生化学では、脂肪酸の代謝によって、アシル化合物であるアシルCoAが生成する。そのなかでもアセチルCoAは、生化学反応においてアシル基の供与体として働く。
なお、アミノ酸のアシル基は、対応するアミノ酸の「―イン(-ine)」を「―イル(-yl)」に置き換える形となる。例えば、グリシンであれば「グリシル」、リシンであれば「リシル」となる。

## アシル基の有機金属化学・触媒化学
多くのカルボニル化反応では、アシル基の配位子が中間体となっており、その中には触媒反応として重要なものも含まれる。金属に配位するアシル基は、金属－アルキル結合に一酸化炭素を挿入する方法や、ハロゲン化アシルと低電子価の金属錯体の反応、有機リチウム化合物と金属カルボニルの反応などで生成する。金属アシル化合物をO-アルキル化すると、フィッシャー型のカルベン錯体が得られる。

## 命名法
アシル基の名前は、対応する酸の英語名の-icという語尾を、-ylに変えることで得られる。なお、メチル基(methyl)、エチル基 (ethyl)などはアルカンから誘導されたアルキル基を示すための「-yl」であって、アシル基を意味するものではない。IUPACの系統名を使うことが推奨されているが、慣用名があるものについては系統名がほとんど使われていない。
| アシル基の名前 (R-CO-)   | アシル基の名前 (R-CO-)   | 対応するカルボン酸の名前 (R-CO-OH) | 対応するカルボン酸の名前 (R-CO-OH) |
| 慣用名                   | 系統名                   | 慣用名                             | 系統名                             |
| ------------------------ | ------------------------ | ---------------------------------- | ---------------------------------- |
| ホルミル基 formyl        | メタノイル基 methanoyl   | ギ酸 formic acid                   | メタン酸 methanoic acid            |
| アセチル基 acetyl        | エタノイル基 ethanoyl    | 酢酸 acetic acid                   | エタン酸 ethanoic acid             |
| プロピオニル基 propionyl | プロパノイル基 propanoyl | プロピオン酸 propionic acid        | プロパン酸 propanoic acid          |
| ベンゾイル基 benzoyl     | ベンゾイル基 benzoyl     | 安息香酸 benzoic acid              | 安息香酸 benzoic acid              |
| アクリリル基 acrylyl     | プロペノイル基 propenoyl | アクリル酸 acrylic acid            | プロペン酸 propenoic acid          |